# Кава-Манара
Кава-Манара (итал. Cava Manara) — коммуна в Италии, располагается в регионе Ломбардия, подчиняется административному центру Павия.
Население составляет 5378 человек, плотность населения составляет 316 чел./км². Занимает площадь 17 км². Почтовый индекс — 27051. Телефонный код — 0382.
Покровителем коммуны почитается блаженный Августин, празднование 28 августа.